# Gigors-et-Lozeron
 Gigors-et-Lozeron  es una población y comuna francesa, en la región de Ródano-Alpes, departamento de Drôme, en el distrito de Die y cantón de Crest-Nord.

## Demografía
| 138 | 137 | 128 | 126 | 135 | 156 |
| Para los censos de 1962 a 1999 la población legal corresponde a la población sin duplicidades (Fuente: INSEE [Consultar]) |     |     |     |     |     |